# Robert Gonera
Robert Gonera (Syców, 1 februari 1969) is een Poolse theater- en filmacteur.